# Isola di Riou
L'isola di Riou è un'isola francese disabitata, situata a sud di Marsiglia, al largo del massiccio dei Calanchi; rappresenta il limite meridionale del comune di Marsiglia.

## Geografia

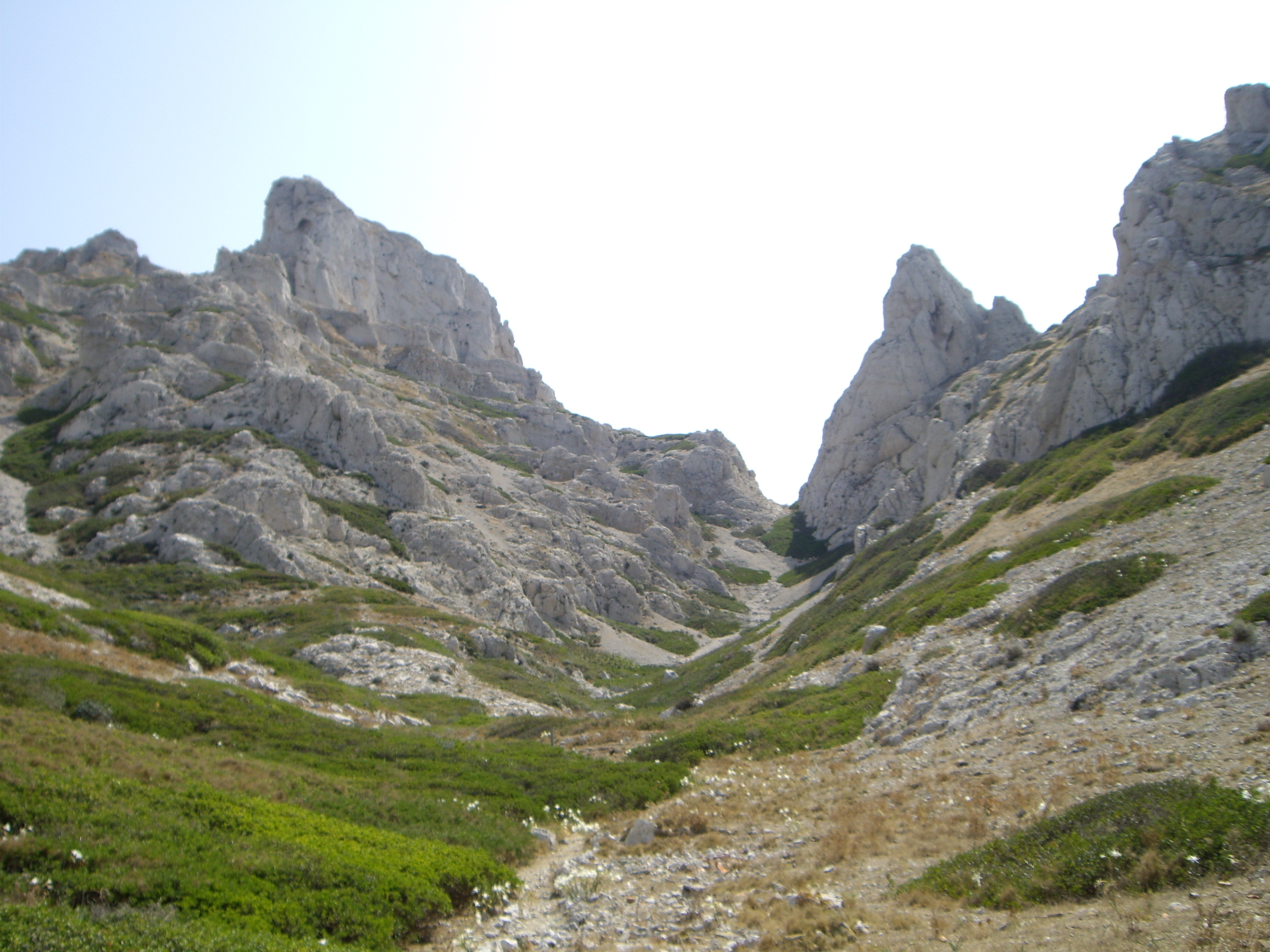
Verso il col de la Culatte

L'isola misura circa 2 km di lunghezza ed è larga 500 m. Il punto più elevato è dato dalla Tour de Riou di 191,4 m. Fa parte dell'arcipelago di Riou, formato da un gruppo di isole di piccole dimensioni con vari isolotti e scogli.
Fa parte del Parco nazionale dei Calanchi.

## Fauna
L'isola è un importante sito di nidificazione per l'avifauna ed ospita una importante colonia di berta maggiore atlantica (Calonectris borealis); sono presenti inoltre la berta minore mediterranea (Puffinus yelkouan) e il marangone dal ciuffo (Phalacrocorax aristotelis).

## Patrimonio sottomarino

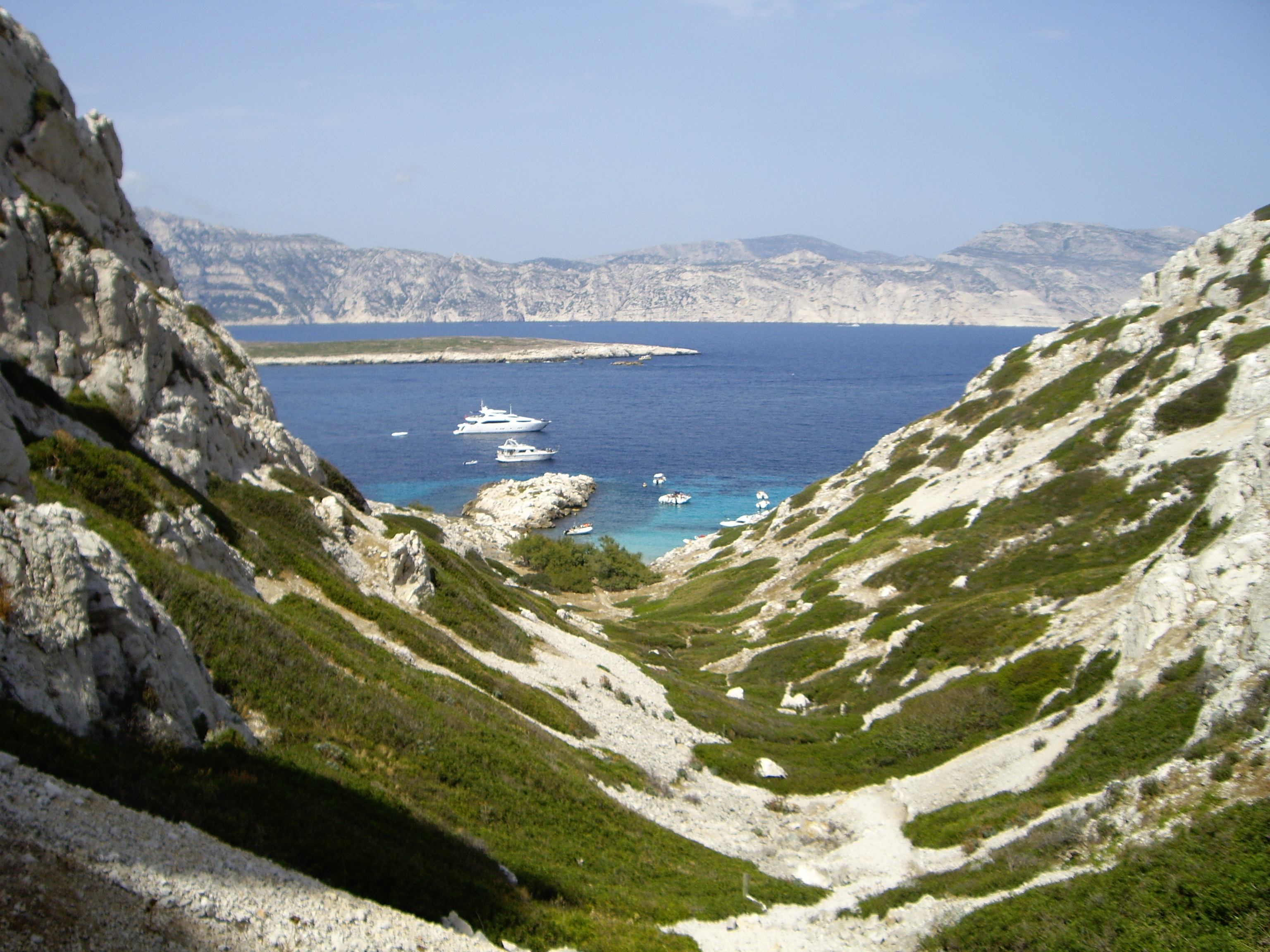
Vista della costa delle Calanques dal col de la Culatte

Il sito è ricco di reperti archeologici sottomarini.

## Incidenti
A est dell'isola, a sessanta metri di profondità, sono stati ritrovati i resti dell'aereo su cui si trovava Antoine de Saint-Exupéry quando scomparve durante la missione ricognitiva del 31 luglio 1944.